# Klaus Eskildsen
Klaus Eskildsen er en tidligere dansk fodboldspiller og anfører i Vejle Boldklub. Han har spillet 240 kampe for klubben og scorede syv mål. Han fik sin debut mod BK Frem i 1993 og stoppede sin karriere i 2003. Han spillede i alt 107 kampe i landets bedste række for VB i perioden 1995-2002.
Han er (pr. 2017) minoritetsaktionær i 1. divisionsklubben Vejle Boldklub igennem sit holdingselskab Klaus Eskildsen Holding ApS. Derudover har han en position som næstformand i bestyrelsen for Vejle Boldklub.